# Contaminación visual

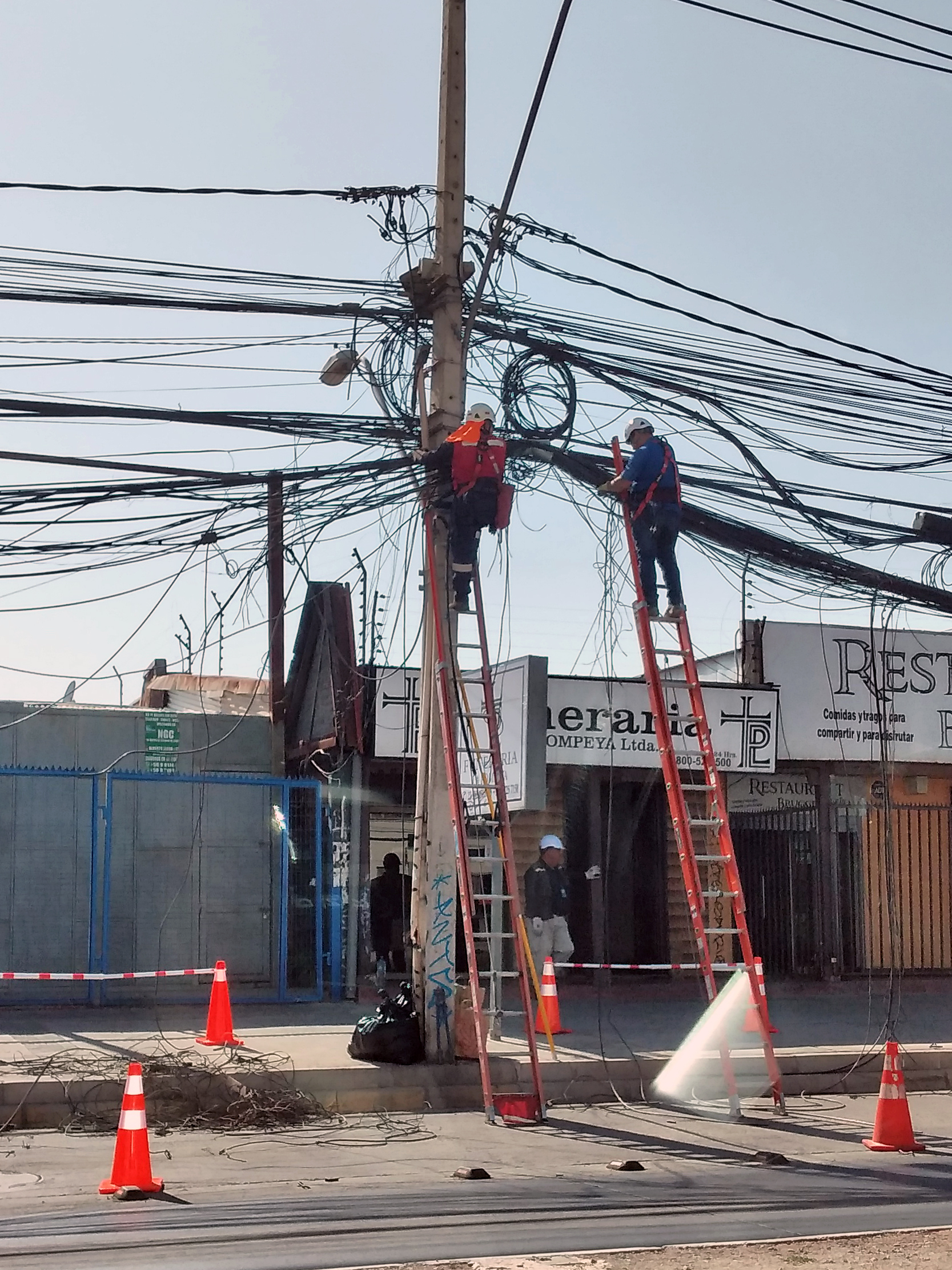
Trabajadores retirando los cables abandonados por las empresas de telecomunicaciones en los postes de Santiago de Chile.

La contaminación visual o contaminación estética es un tipo de contaminación  que hace parte de todo aquello que afecte o perturbe la visualización de algún sitio o paisaje.
.
Se refiere al abuso de ciertos elementos no arquitectónicos que alteran la estética del entorno, la imagen del paisaje tanto rural como urbano, y que generan, a menudo, una sobreestimulación visual agresiva, invasiva y simultánea. Dichos elementos pueden ser carteles, cables, chimeneas, antenas, postes, edificios y otros elementos, que no provocan contaminación de por sí; pero mediante la manipulación indiscriminada del hombre (tamaño, orden, distribución reflejo) se convierten en agentes contaminantes.
La contaminación visual puede llegar a afectar a la salud de los individuos o zona donde se produzca el impacto ambiental, afectando psicológicamente al individuo. 